# Батурин
Бату́рин (укр. Батурин) — город в Нежинском районе Черниговской области Украины, административный центр Батуринской городской общины. 
Город был центром Батуринского горсовета, до 17 июля 2020 года был на территории ныне упразднённого Бахмачского района. Расположен на левом берегу реки Сейм (левый приток Десны). 
Население: 2406 человек (оценка 2022 года).
В 1669—1708 годах и в 1750—1764 годах Батурин являлся резиденцией гетманов Левобережной Украины.
Является административным центром Батуринской городской объединённой территориальной общины

## История
Батурин был основан в 1575 году польским королём и великим князем Литовским Стефаном Баторием, и назван в его честь. Вскоре после его смерти Батурин запустел.
Городище Батуринское впервые упомянуто в 1625 году (по версии А. М. Лазаревского, отсчёт истории города следует вести именно с 1625 года).

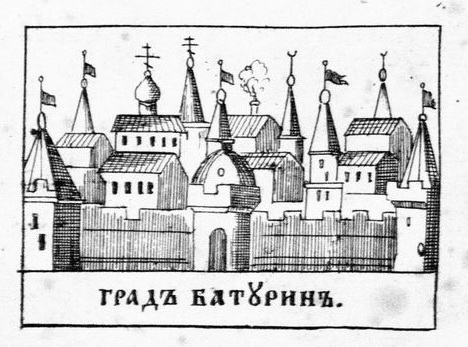
Лубок XVIII ст. Град Батурин

В начале 1630-х годов город принадлежал Стародубскому старосте Павлу Тризне. В начале Смоленской войны 1632—1634 годов Батуринский замок был взят русскими войсками и оставался незаселённым до конца военных действий.
В 1635 году Батурин был отстроен и включён в состав Черниговского воеводства Речи Посполитой. В том же 1635 году коронный подскарбий Ежи Оссолинский вынудил Новгород-Северского старосту А. Песочинского (люди которого отстроили замок) отказаться от своих претензий на Батурин.
В 1648 году Батурин стал трофеем гетмана Зиновия-Богдана Хмельницкого.
В 1654 году, после воссоединения Левобережной Украины с Россией, Батурин входил сначала в состав Стародубского казацкого полка, а затем — Нежинского полка.
В 1663 году гетман И. Брюховецкий подписал здесь «Батуринские статьи» с представителями царского правительства.

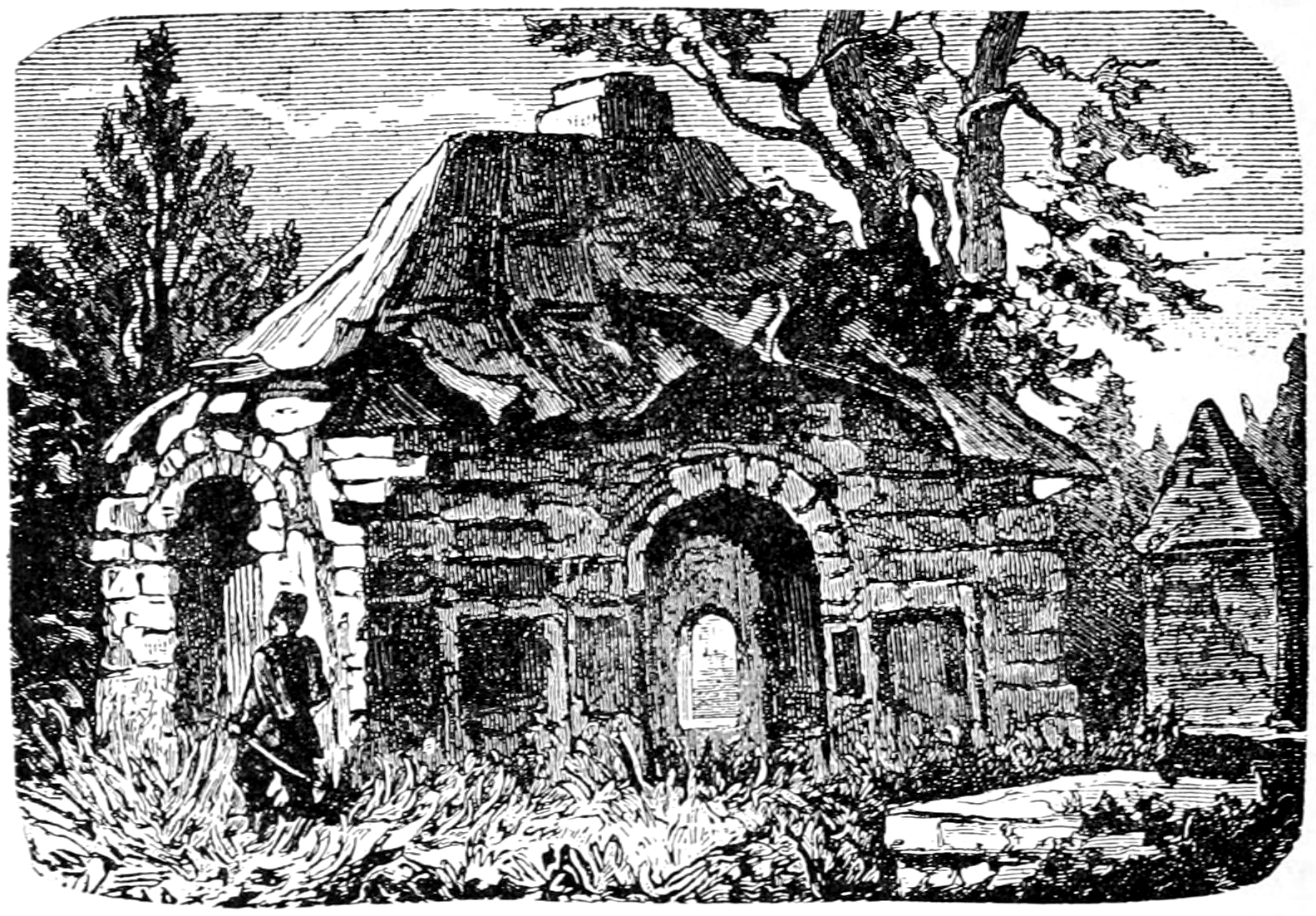
Руины дома Мазепы, XIX ст.

В ходе Северной войны гетман Иван Мазепа начал тайные переговоры с польским двором и шведским королём Карлом XII. Позже, с приближением основных сил шведской армии — осенью 1708 года открыто перешёл на сторону шведов и 29 октября 1708 года со сторонниками присоединился к Карлу XII. В укреплённом Батурине остались крупные запасы для шведской армии, сильный гарнизон под командованием полковника Д. Чечеля и есаула Кёнигсека, который сохранил верность Мазепе и рассчитывал на скорый подход шведских войск. В сложившихся условиях войска А. Д. Меншикова 31 октября 1708 осадили, а (при содействии прилуцкого полковника Ивана Носа) 2 ноября 1708 взяли Батурин, который был сожжён.
В 1725 году Екатерина I пожаловала Батурин Меншикову, в 1750—1764 годах город был резиденцией гетмана Кирилла Разумовского.
В 1781 город вошёл в состав Черниговского наместничества, в 1796 — в состав Малороссийской губернии, в 1802 году — в Конотопский уезд Черниговской губернии.
В 1860 году здесь насчитывалось 456 дворов и 3563 жителя, действовали два православных храма, регулярно проходили торговые ярмарки.
В 1891 году город являлся торговым центром местного значения, здесь регулярно проходили ярмарки, насчитывалось 450 жилых домов и 3580 жителей, действовали две православные церкви, восковой завод и два завода по производству сальных свечей.
В январе 1918 года здесь была установлена Советская власть, после окончания гражданской войны началось развитие лёгкой, пищевой и строительной промышленности местного значения.
В 1932 году здесь были построены льнозавод и машинно-тракторная станция.
В 1923—1931 и 1935—1960 годах — центр Батуринского района.
Во время Великой Отечественной войны с 9 сентября 1941 до 7 сентября 1943 года Батурин находился под немецкой оккупацией.

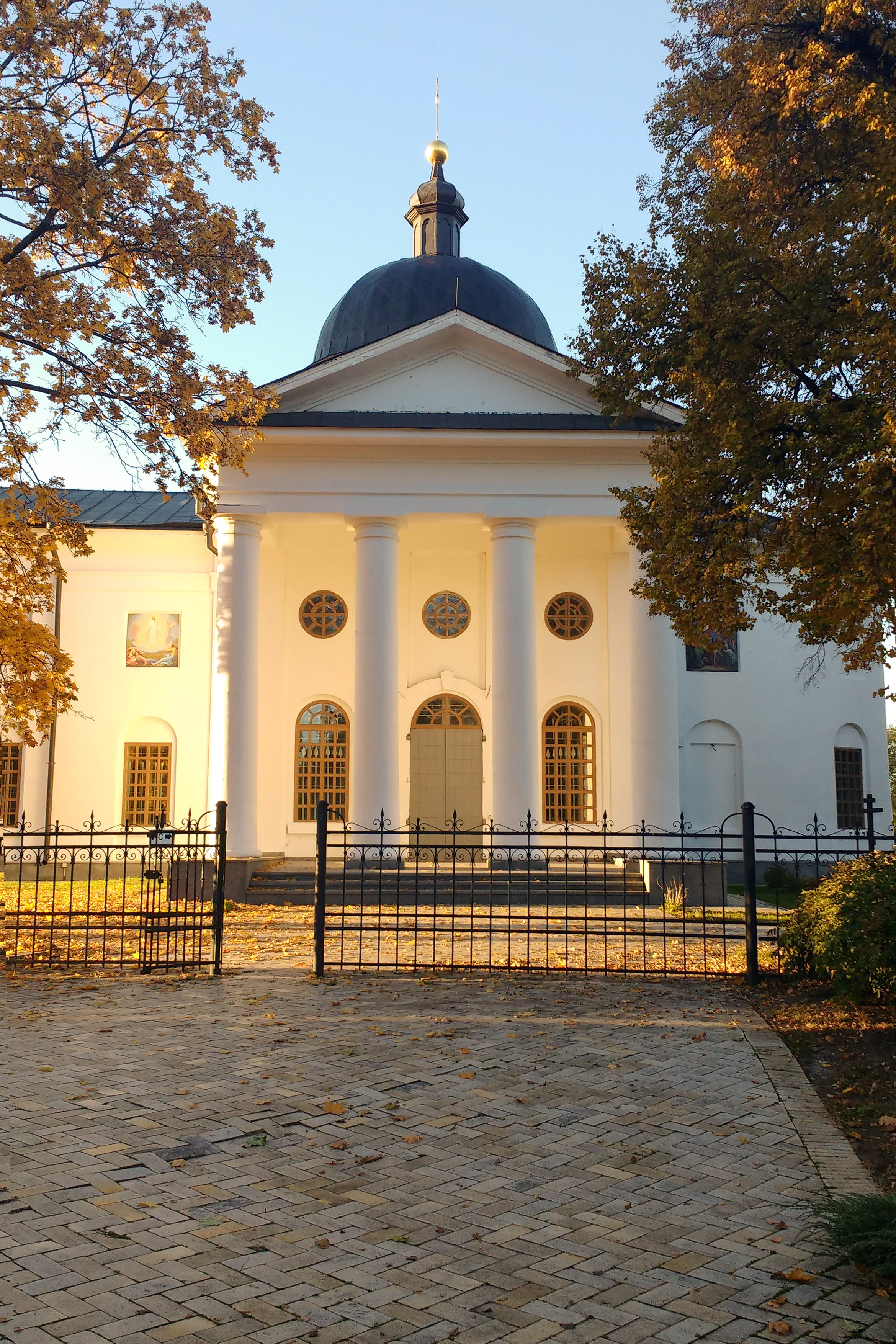
Воскресенская церковь

В 1960 году Батурин стал посёлком городского типа. В 1968 году население посёлка составляло 3,5 тыс. человек, по состоянию на начало 1970 года здесь действовали кирпичный завод, молочный завод, завод по обработке конопли и историко-краеведческий музей.
По состоянию на начало 1978 года здесь действовали кирпичный завод, льнозавод, райсельхозтехника, колхоз, комбинат коммунальных предприятий, две общеобразовательные школы, филиал Бахмачской музыкальной школы, больница, поликлиника, Дом культуры, библиотека, отдел Черниговского исторического музея. Дворец К. Разумовского и дом В. Кочубея являлись охраняемыми государством архитектурными памятниками.

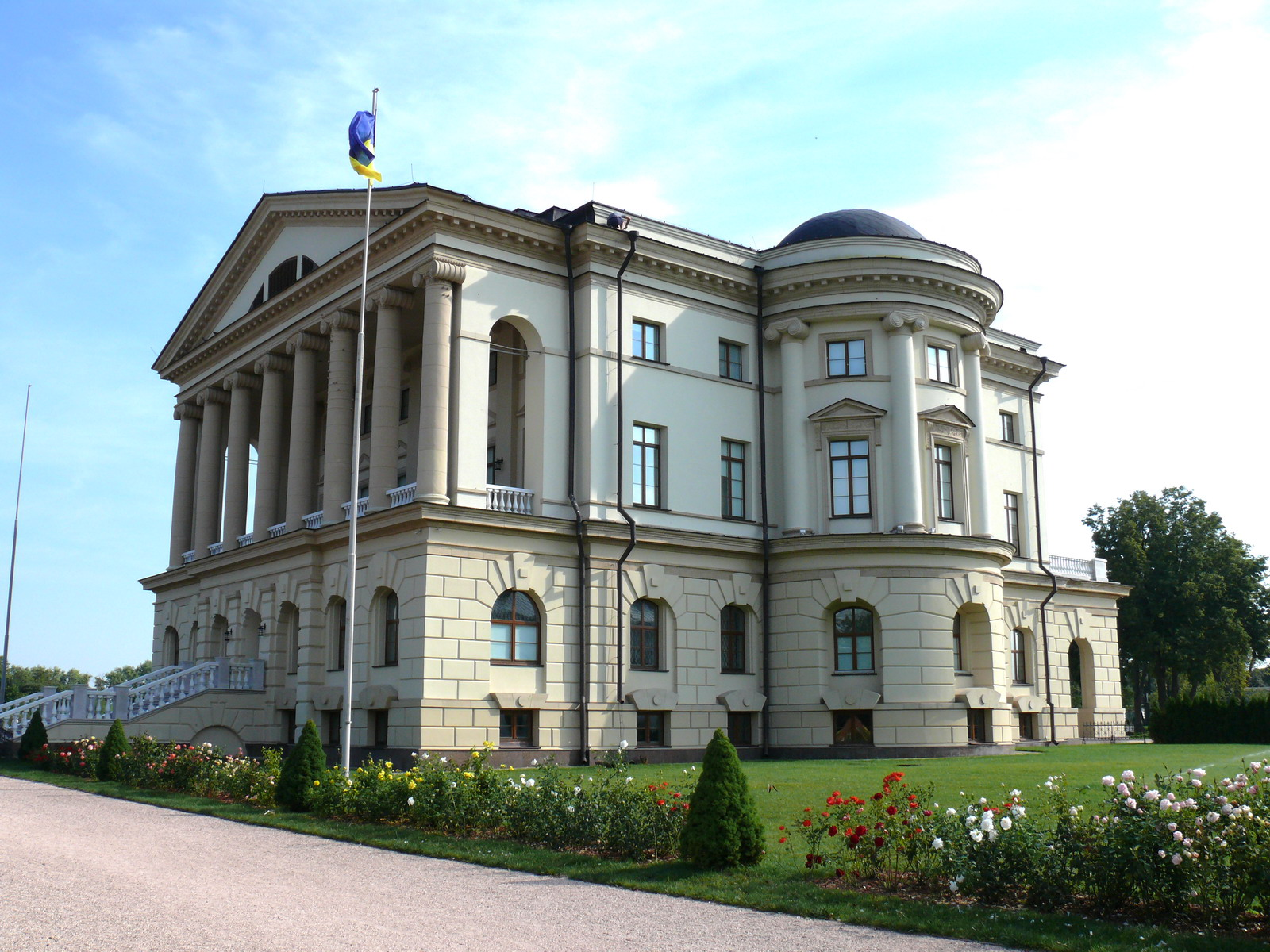
Дворец Разумовского

Согласно переписи 1989 года численность населения составляла 3920 человек.
14 июня 1993 года Кабинет министров Украины создал в городе национальный историко-культурный заповедник «Гетманская столица».
В мае 1995 года Кабинет министров Украины утвердил решение о приватизации льнозавода, в июле 1995 года было утверждено решение о приватизации райсельхозтехники.
29 сентября 2008 года Батурин стал городом районного значения.
По состоянию на 1 января 2013 года численность населения составляла 2716 человек.

## Транспорт
- автомобильная дорога М-02;
- автомобильная дорога Р-61[20]

## Памятники архитектуры
- Дом гостиницы
- Дом почты
- Торговые ряды
- Училище имени Н. Ф. Затворницкого

## Родились в Батурине
- Орлик, Григор (1702—1759) — французский военный деятель, генерал-лейтенант, сын гетмана Филиппа Орлика;
- Кирей, Василий Фадеевич (1879—1942) — Генерал-хорунжий Армии Украинской Народной республики;
- Кадун, Николай Васильевич (1919—1944) — Герой Советского Союза, артиллерист;
- Соколов, Валентин Евгеньевич (1935) — Герой Советского Союза, моряк-подводник, капитан 1-го ранга.

## Галерея
|                      |                                              |            |                           |                |
| Батуринская крепость | Дом-музей Генерального судьи Василия Кочубея | Дом Мазепы | Музей археологии Батурина | Ландшафт парка |